# GrabYourWallet

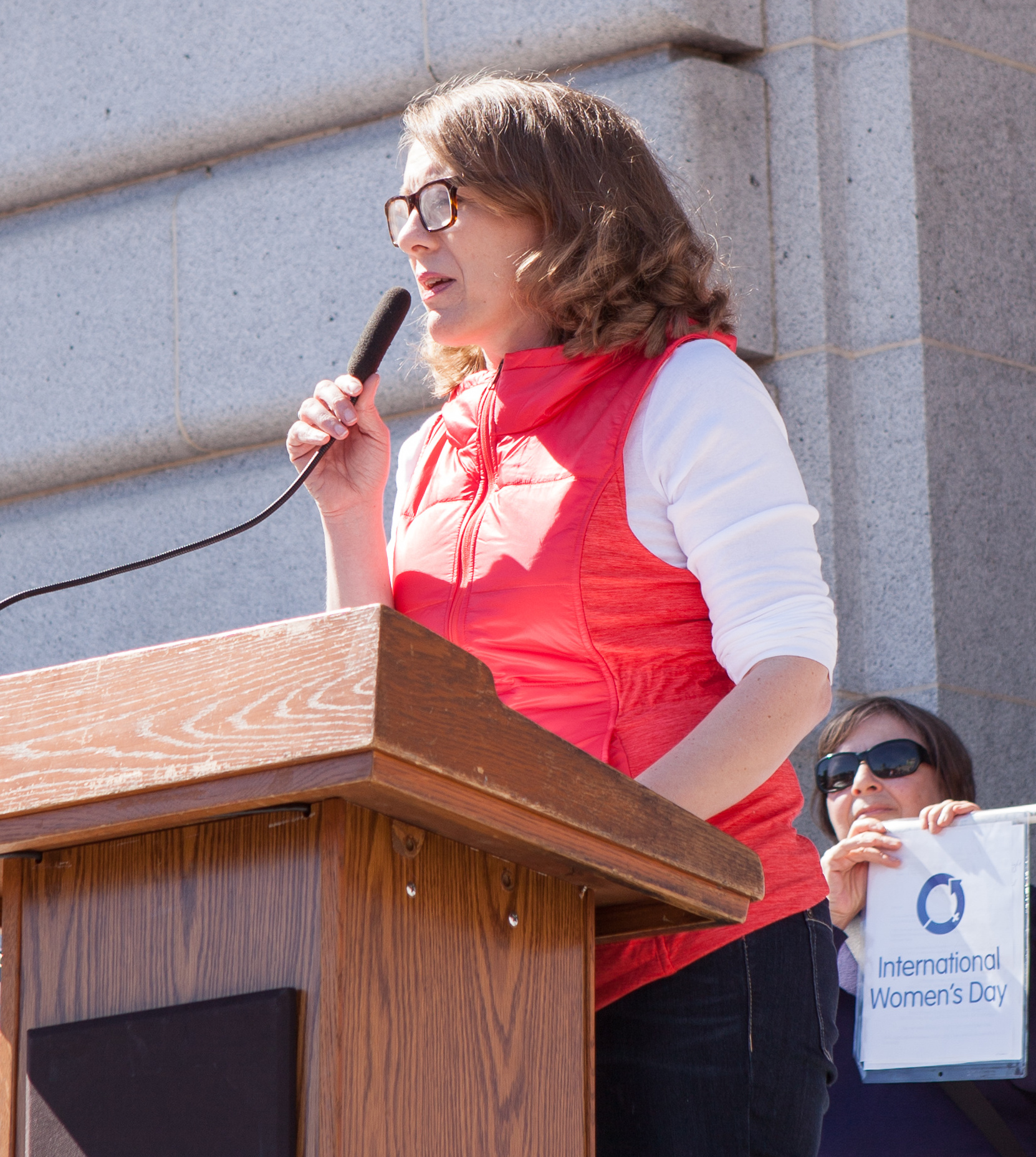
Shannon Coulter, fondatrice de GrabYourWallet, s'exprime lors de la journée sans femme de San Francisco, mars 2017.

 (juin 2020).
Si vous disposez d'ouvrages ou d'articles de référence ou si vous connaissez des sites web de qualité traitant du thème abordé ici, merci de compléter l'article en donnant les références utiles à sa vérifiabilité et en les liant à la section « Notes et références ».
 (juin 2020).
Le contenu est difficilement compréhensible vu les erreurs de traduction, qui sont peut-être dues à l'utilisation d'un logiciel de traduction automatique.
#GrabYourWallet (également Grab Your Wallet ) (littéralement Prenez Votre Portefeuille) est une organisation et une campagne sur les médias sociaux qui est un terme pour désigner de manière générale tous les boycotts économiques effectués contre les entreprises qui ont des liens avec Donald Trump en réponse d'une conversation entre Donald Trump et Billy Bush sur le tournage d'Access HollyDonaldod où il a dit « attrapez-les par la chatte »,.
Le mouvement a particulièrement visé Uber et la marque de vêtement et de chaussure de la fille de Trump, Ivanka Trump, dont la vente a été effectuée par Nordstrom avant d'être interrompue indéfiniment en raison de ventes médiocres à la suite du boycott,.

## Histoire
GrabYourWallet a été lancé le 11 octobre 2016 via Twitter par une consultante marketing de San Francisco Shannon Coulter,,, avec l'aide de Sue Atencio. Coulter a créé une liste de magasins qui vendaient des produits Trump après la sortie de la bande Access Hollywood.
Les actualités l'ont atteinte physiquement pendant quelques jours. Sur Twitter, elle a décrit son "ambivalence profonde" à propos du fait de dépenser de l'argent dans un endroit qui vendait des produits Trump. Elle a déclaré qu'elle voulait "pouvoir faire ses achats en toute conscience" et qu'elle ne se sentait pas à l'aise d'acheter des articles à ceux qui font des affaires avec quelqu'un de la famille Trump.
Le nom « GrabYourWallet » fait référence aux commentaires de Trump sur les femmes et aux personnes utilisant leur pouvoir d'achat pour influencer les entreprises (par le boycott notamment).
Coulter souligne que le mouvement est apartisan et dit : « C'est une raison de décence. C'est uniquement à propos du fait que Trump divise et est irrespectueux. »
En un mois, Shoes.com a supprimé la marque Ivanka Trump de son site Web. L'entreprise de design d'intérieur Bellacor a abandonné la marque Trump Home en novembre.
Ces deux sociétés ont contacté les partisans de la campagne de boycott après avoir abandonné les lignes de Trump. En février 2017, 18 entreprises avaient cessé de transporter des marchandises de la marque Trump.
Après que Trump a été élu président, Coulter a créé un tableur des entreprises qui font des affaires avec les membres de la famille Trump et a publié les informations en ligne via les réseaux sociaux. Le tableau fournit également des alternatives aux magasins de la liste de boycott et contient des informations de contact afin que les consommateurs puissent «exprimer leur indignation».
#GrabYourWallet en tant que mouvement s'est élargi après les élections,, en partie parce que la campagne est devenue partie intégrante du mouvement anti-Trump au sens large. Travailler sur la campagne est presque devenu un travail à temps plein pour Coulter.
Nancy Koehn de la Harvard Business School a déclaré à PBS NewsHour que bien que le boycott des entreprises ne soit pas nouveau, la portée de #GrabYourWallet est sans précédent. Elle a dit que le boycott est unique car il est dans « la résistance ou l'opposition à l'administration actuelle ».
Sur Twitter, plus de 626 millions d'impressions se sont accumulées. Les utilisateurs de Twitter utilisent le hashtag #GrabYourWallet et certains tweets viennent des entreprises transportant des marchandises Trump. Captiv8, un groupe d'étude sur l'influence des médias sociaux, a constaté que la plupart des engagements avec le hashtag viennent de Californie et de New York.

### Contre-boycotts
Forbes l'a surnommé «effet Trump» et «effet GrabYourWallet», étant donné que lorsque les gens boycottent les entreprises, les participants s'engagent à commencer à acheter ces produits et vice versa,. Les soutiens de Trump ont commencé à boycotter Nordstrom après avoir abandonné la ligne de vêtements d'Ivanka Trump. Ils ont également pris d'assaut Amazon.com pour faire du parfum d'Ivanka Trump le parfum le plus vendu sur le site pendant une semaine.

## Objectifs de boycott notables

### Uber
Uber a été ciblée pour sa relation présumée avec le décret exécutif 13769, qui a également été qualifié d'« interdiction musulmane ». Alors que les chauffeurs de taxi de l'aéroport JFK lançaient une action de grève en solidarité avec les réfugiés musulmans, Uber a supprimé les prix majorés de l'aéroport où les réfugiés musulmans avaient été détenus à leur entrée. Uber a également été ciblée parce que le PDG Travis Kalanick faisait partie d'un conseil consultatif économique avec le président Trump. En conséquence, une campagne sur les réseaux sociaux appelée #deleteuber a vu le jour et environ 200 000 utilisateurs ont supprimé l'application. Cette campagne a fait démissionner Kalanick du conseil. Un e-mail contenant une déclaration envoyée à ceux qui ont supprimé leurs comptes a déclaré que la société aiderait les réfugiés et que le fait que le PDG Kalanick n'avait pas rejoint le Conseil était en soutien du président Trump. En juin 2017, Kalanick a démissionné de son poste de PDG d'Uber.

### Ivanka Trump

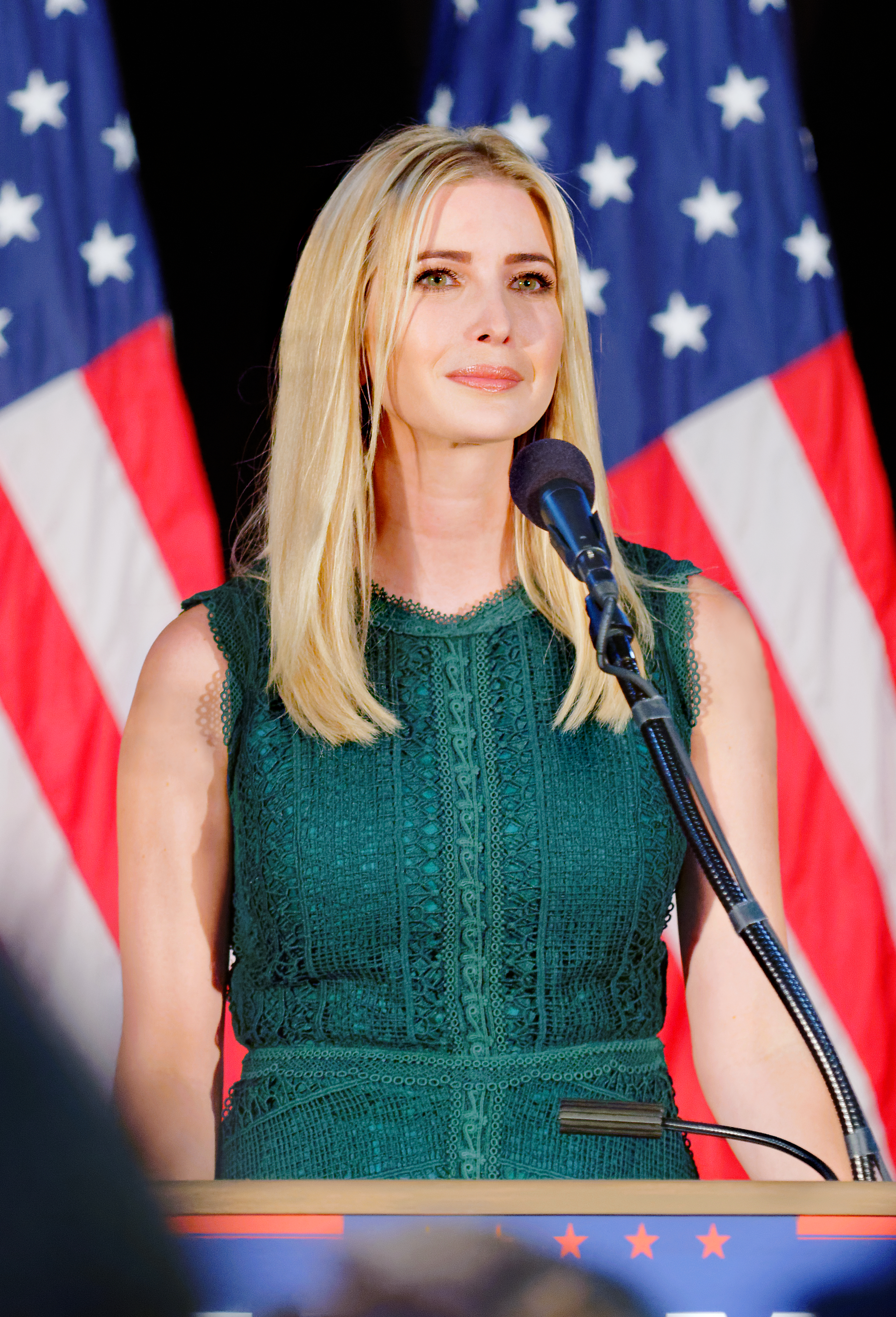
Ivanka Trump, 2016

Au début du boycott proposé, Nordstrom a déclaré que si les clients cessaient d'acheter la ligne d'Ivanka Trump, leur décision commerciale serait d’arrêter de s'en occuper (ce qu'ils ont fait en février 2017). Nordstrom a également reconnu que les clients contre-boycotteraient s'ils abandonnaient la ligne. Avant l'investiture du président Trump, Ivanka Trump avait annoncé qu'elle démissionnerait de sa marque de mode. Les ventes de la ligne ont commencé à baisser avant les élections de 2016. En février 2017, le président Trump a exprimé sa colère contre Nordstrom via Twitter, et le secrétaire de presse de la Maison-Blanche, Sean Spicer, a qualifié la décision commerciale d'« attaque directe contre le président Trump ». Le tweet du président Trump a provoqué une chute temporaire dans les parts de Nordstrom, avant de remonter de 7 %.
Les clients de la chaîne de magasins Macy ont également demandé à la société de supprimer la ligne d'Ivanka Trump.
Ivanka Trump a également fait l'objet de critiques de la part de Coulter lorsqu'elle a fait la promotion de son bracelet en or de 10 800 $ aux chroniqueurs de mode après l'avoir porté lors d'une interview sur son père dans 60 Minutes.

## Controverse
En février 2017, la porte-parole du président Trump, Kellyanne Conway, a officiellement approuvé les produits d'Ivanka Trump sur Fox News en disant qu'elle offrait à la marque une « publicité gratuite », disant aux téléspectateurs d'acheter les produits d'Ivanka Trump. La déclaration a été considérée comme une violation des lois fédérales sur l'éthique.

### Principales entreprises ciblées
- Bed Bath & Beyond
- Bloomingdale's[1]
- Dillard's
- Hudson's Bay
- Lord & Taylor[2]
- Macy's[15]
- New Balance[8]
- T.J. Maxx[31]
- Yuengling Brewery[12]
- Zappos[1]
- AT&T
- Estée Lauder Companies

### Les sociétés liées à Trump n'ont pas été ciblées
Ces entreprises ont été identifiées par grabyourwallet.org comme des entreprises qui ne seront pas boycottées bien qu'elles aient un lien avec le président Trump ou des membres de leur famille et leurs entreprises.
- Le Washington Post appartient à Jeff Bezos, PDG d'Amazon (qui vend indirectement des produits Trump), mais le Post n'a pas été ciblé depuis qu'il a fait des reportages critiques sur le président Trump[2].
- Facebook n'a pas été ciblé en raison de l'étendue de sa base d'utilisateurs et parce que le PDG Mark Zuckerberg a critiqué le président Trump.
- Home Depot n'est pas boycotté car il a interrompu les ventes de produits Trump Home.
- Delta Airlines n'a pas été ciblée car elle n'a pas de liens commerciaux directs avec le président Trump, bien qu'il y ait eu des controverses politiques avec certains passagers à bord des vols Delta.
- PayPal n'a pas été directement ciblé même si le cofondateur Peter Thiel a soutenu Trump, car il n'est plus impliqué dans l'entreprise.
- Carrier Corporation n'a pas été boycotté, bien que le président élu Trump ait directement contribué à empêcher 1000 emplois de déménager au Mexique, car ils ne font plus affaires avec aucun membre de la famille Trump.

### Les entreprises qui ont rompu les liens avec la famille Trump en conséquence
- Belk[33]
- Bellacor[33]
- Burlington Coat Factory[33]
- Gilt Groupe[34]
- HSN[réf. nécessaire]
- Jet.com[33]
- Kmart[35]
- Marshalls[33]
- Nordstrom[34]
- Sears[33]
- Shoes.com[1]
- ShopStyle[33]
- Uber[réf. nécessaire]